# Puschkinstraße 3 (Weimar)

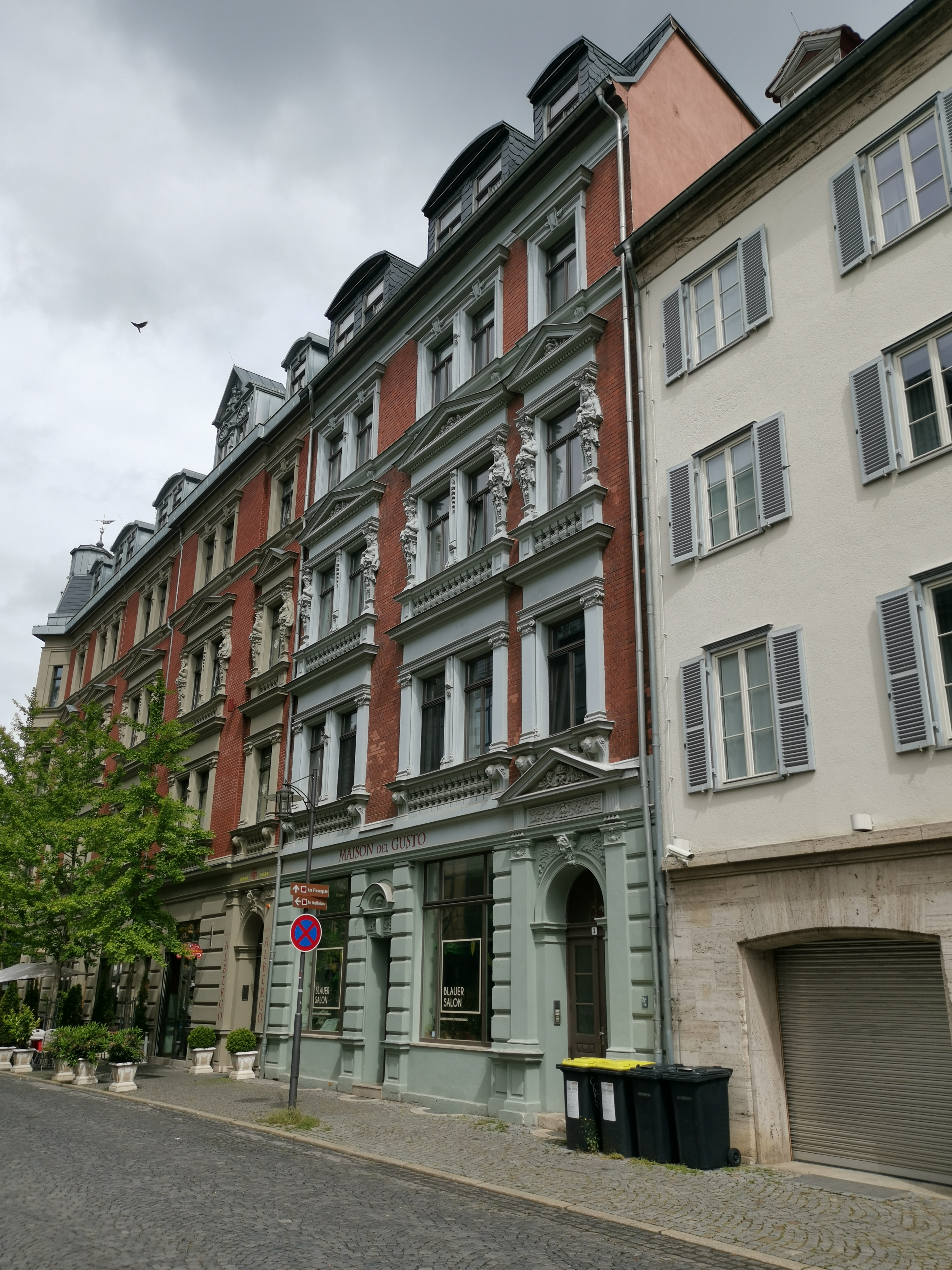
Puschkinstraße 3

Die Puschkinstraße 3 ist ein viergeschossiges historistisches Mietshaus in der Weimarer Altstadt. Es steht unter Denkmalschutz.

## Geschichte und Beschreibung
Zur Bauzeit hieß die Puschkinstraße Parkstraße.  Das Gebäude verweist auf die Formensprache der Neorenaissance. Es entstand 1889/90 und bildet die Fortsetzung des 1886 als erstes entstandenen Gebäudes der Straße Puschkinstraße 1. Auftraggeber war der Hofkürschner Franz Kniese. Entworfen wurde das Gebäude von dem Maurermeister und Bauingenieur Gustav Sieckmann Die Fassade des schmalen fünfachsigen Gebäudes ist mit einem Verblendmauerwerk verkleidet. Es besitzt ein Mansarddach mit Dachgauben. Zu den Zierelementen aus Zementstuck zählen  Hermen bzw. Karyatiden an den Fenstern, Dreiecksgiebel über den Fenstern besetzt mit Ornamentfeldern. Bemerkenswert sind die reich verzierten Hauseingänge. Der Raumaufbau und die baufeste Ausstattung ist aus der Bauzeit überliefert. Größere Um- und Anbauten hofseitig gab es nicht.